# Brdo, Slovenske Konjice
Brdo je naselje v Občini Slovenske Konjice.
Razloženo naselje z gručastim jedrom se nahaja v podpohorskem delu Dravinjskih goric, med Tepanjskim vrhom z istoimenskim naseljem in dolino potoka Oplotniščice.

## Znane osebnosti
- Janez Nanut (1925-2011) - duhovnik